# 龙泉镇 (神池县)
龙泉镇，是中华人民共和国山西省忻州市神池县下辖的一个乡镇级行政单位。2021年5月，撤销太平庄乡，整建制并入龙泉镇。以原太平庄乡和原龙泉镇的行政区域为龙泉镇的行政区域。

## 行政区划
龙泉镇下辖以下地区：
社区、新城街村、旧堡街村、西关街村、南关街村、斗沟子村、温岭村、窑子上村、荣庄子村、丁庄窝庄村、项家沟村、南庄子村、龙元村、山后村、狼窝沟村、青泉岭村、大泉洼村、柴家墕村、辛窑焉村、大狗儿涧村、小狗儿涧村、前村、后村、丁家梁村、戎家梁村和陈家沟村。